# Austrolimnophila polydamas
Austrolimnophila polydamas là một loài ruồi trong họ Limoniidae. Chúng phân bố ở miền Australasia.